# 哈爾巴里
50°31′16″N 34°27′5″E / 50.52111°N 34.45139°E
哈爾巴里（烏克蘭語：Гарбарі）是位於烏克蘭東北部的村莊，由蘇梅州蘇梅區的列别金市镇負責管轄。該村地處於布德爾卡河畔，分別距離德雷姆柳希1公里和列別金2公里，海拔高度124米，2001年人口143。